# Epístola a Diogneto
A Epístola de Mathetes a Diogneto (em grego:  Πρὸς Διόγνητον Ἐπιστολή) é uma exortação escrita por um cristão anônimo, por volta do ano 120 d.C., respondendo à indagação de um pagão culto, que buscava conhecer melhor a nova religião que revolucionava os valores da época, particularmente os da fraternidade e solidariedade de relacionamento entre os seres humanos, e se espalhava com tanta rapidez pelo Império Romano.
Considerada a "jóia da literatura cristã primitiva", esta epístola é, provavelmente, o exemplo mais antigo de apologética cristã. Alguns assumem uma data ainda mais antiga e contam-na entre os Padres Apostólicos.

## Autor e audiência
"Mathetes" não é um nome próprio e significa apenas "um discípulo". O autor tem um estilo de escrita semelhante ao de Aristides na maior parte do texto, afastando-se do mesmo em determinadas passagens. Em outras, sobretudo nos capítulos XI e XII, demonstra um estilo ligado às tradições joaninas. A escrita lúcida, a fluidez do texto e a boa retórica refletem as habilidades de uma pessoa bem educada, talvez pertencente a alguma classe nobre.
Um "Diognetus" foi um tutor do imperador romano Marco Aurélio, que o admirava por não ser supersticioso e pelos sólidos conselhos educacionais (Meditações 1.6), mas é improvável que seja ele o destinatário desta apologia. Mais provável é 'o excelentíssimo Diognetus', Cláudio Diogenes, que era procurador de Alexandria na virada do século II para o III d.C.

## Manuscritos
A Epístola sobreviveu em dois manuscritos, encontrados em 1436, em Constantinopla. Um terceiro, num códice do século XIII d.C. que incluía textos atribuídos a Justino Mártir, perdeu-se num incêndio em Estrasburgo em 1870 durante a guerra franco-prussiana. Os outros dois são provavelmente uma cópia dele. Felizmente, ele já tinha sido publicado, a primeira vez em 1592, quando acreditava-se que a autoria era de Justino por conta do contexto em que foi encontrada a Epístola, no códice
Em todos os manuscritos, duas linhas estão faltando no meio. O manuscrito do século XIII d.C. obviamente estava danificado ali e as cópias foram feitas após essa parte do texto ter se perdido.

## Conteúdo
A Epístola a Diogneto contém doze capítulos:
| Capítulo | Título                                                          |
| -------- | --------------------------------------------------------------- |
| I.       | Motivo da Epístola                                              |
| II.      | A vaidade dos ídolos                                            |
| III.     | A superstição dos judeus                                        |
| IV.      | Os outros rituais observados pelos judeus                       |
| V.       | Os modos dos cristãos                                           |
| VI.      | As relação dos cristãos com o mundo                             |
| VII.     | A manifestação do Cristo                                        |
| VIII.    | O estado miserável da humanidade antes da vinda do Verbo        |
| IX.      | Por que o Filho foi enviado tão tarde                           |
| X.       | As bençãos que fluirão da fé                                    |
| XI.      | O que é válido ser conhecido e acreditado                       |
| XII.     | A importância do Conhecimento para a verdadeira vida espiritual |

O capítulo dez termina abruptamente no meio de uma sentença e, por isso, os dois últimos capítulos – um tipo de peroração diferente da forma epistolar tradicional - são geralmente considerados adições posteriores, possivelmente acrescentados a partir de uma homilia sobre a revelação do Filho de Deus e a narrativa paradisíaca em Gênesis 2. Algumas características típicas do século III aparecem neles: "Este Verbo, Que era desde o início…".
No décimo-primeiro capítulo, "Mathetes" apresenta-se como "tendo sido um discípulo dos apóstolos, apresento-me como um professor dos gentios, pregando com louvor para eles", tendo muita similaridade com o capítulo 20, do livro dos Atos dos Apóstolos.

## Texto
Abaixo um trecho da carta, extraído dos capítulos V, VI e VII
| “ | V Os cristãos não se distinguem dos demais homens, nem pela terra, nem pela língua, nem pelos costumes. Nem, em parte alguma, habitam cidades peculiares, nem usam alguma língua distinta, nem vivem uma vida de natureza singular. Nem uma doutrina desta natureza deve a sua descoberta à invenção ou conjectura de homens de espírito irrequieto, nem defendem, como alguns, uma doutrina humana. Habitando cidades Gregas e Bárbaras, conforme coube em sorte a cada um, e seguindo os usos e costumes das regiões, no vestuário, no regime alimentar e no resto da vida, revelam unanimemente uma maravilhosa e paradoxal constituição no seu regime de vida político-social. Habitam pátrias próprias, mas como peregrinos: participam de tudo, como cidadãos, e tudo sofrem como estrangeiros. Toda a terra estrangeira é para eles uma pátria e toda a pátria uma terra estrangeira. Casam como todos e geram filhos, mas não abandonam à violência os recém-nascidos. Servem-se da mesma mesa, mas não do mesmo leito. Encontram-se na carne, mas não vivem segundo a carne. Moram na terra e são regidos pelo céu. Obedecem às leis estabelecidas e superam as leis com as próprias vidas. Amam todos e por todos são perseguidos. Não são reconhecidos, mas são condenados à morte; são condenados à morte e ganham a vida. São pobres, mas enriquecem muita gente; de tudo carecem, mas em tudo abundam. São desonrados, e nas desonras são glorificados; injuriados, são também justificados. Insultados, bendizem; ultrajados, prestam as devidas honras. Fazendo o bem, são punidos como maus; fustigados, alegram-se, como se recebessem a vida. São hostilizados pelos Judeus como estrangeiros; são perseguidos pelos Gregos, e os que os odeiam não sabem dizer a causa do ódio. VI Numa palavra, o que a alma é no corpo, isso são os cristãos no mundo. A alma está em todos os membros do corpo e os cristãos em todas as cidades do mundo. A alma habita no corpo, não é, contudo, do corpo; também os cristãos, se habitam no mundo, não são do mundo. A alma invisível vela no corpo visível; Também os cristãos sabe-se que estão neste mundo, mas a sua religião permanece invisível. A carne odeia a alma, e, apesar de não a ter ofendido em nada, faz-lhe guerra, só porque se lhe opõe a que se entregue aos prazeres; da mesma forma, o mundo odeia os cristãos que não lhe fazem nenhum mal, porque se opõem aos seus prazeres. A alma ama a carne, que a odeia, e os seus membros; Também os cristãos amam os que os odeiam. A alma está encerrada no corpo, é todavia ela que sustém o corpo; Também os cristãos se encontram retidos no mundo como em cárcere, mas são eles que sustêm o mundo. A alma imortal habita numa tenda mortal; Também os cristãos habitam em tendas mortais, esperando a incorrupção nos céus. Provada pela fome e pela sede, a alma vai-se melhorando; também os cristãos, fustigados dia-a-dia, mais se vão multiplicando. Deus pô-los numa tal situação, que lhes não é permitido evadir-se. VII Não foi, pois, como dizia, uma invenção terrena esta que lhes foi transmitida, nem, deste modo, professam guardar com tal cuidado uma ideia mortal, nem é a administração de mistérios humanos que lhes é confiada. Mas o próprio, verdadeiramente Omnipotente, o Criador de todas as coisas, o Deus invisível, ele próprio enviando do alto dos céus a Verdade, o seu Verbo santo e incompreensível aos homens que inseriu nos seus corações: não, como alguém poderia imaginar, que tenha enviado aos homens algum subordinado, anjo ou arconte, ou algum dos que governam as coisas terrenas, ou daqueles a quem foram confiadas as administrações dos céus, mas o próprio Artífice e Demiurgo de todas as coisas, por quem fundou os céus, encerrou os mares nos seus próprios limites; cujos mistérios todos os elementos guardam fielmente; da parte do qual o sol recebeu as medidas a observar no seu curso quotidiano; ao qual a Lua obedece, quando lhe ordena que brilhe durante a noite; ao qual obedecem os astros que acompanham o curso da Lua; Por ele todas as coisas foram ordenadas, delimitadas e submetidas: os céus e o que há nos céus; a terra e as coisas que há na terra; o mar e tudo o que há no mar; o fogo, o ar e os abismos; as coisas que há nas alturas e nas profundezas e no espaço intermédio: foi Ele que Deus lhes enviou. Acaso, como algum dos homens pensaria, na tirania, no temor e no pavor? De modo nenhum, mas enviou-o na clemência e na doçura, como um Rei que enviou o Filho Rei, enviou-o como Deus. Como Homem enviou-o aos homens: enviou-o para salvar, pela persuasão e não pela força. Efectivamente, a violência não se ajusta a Deus. Enviou-o como quem chama, não como quem persegue; enviou-o como quem ama, não como quem condena. Efectivamente, enviá-lo-á para julgar. E quem suportará a Sua manifestação? (Não vês) que são lançados às feras, para que neguem o Senhor, e não se deixam vencer? Não vês que quanto mais perseguidos são, mais numerosos se tornam? Estas coisas não me parece que sejam obras do homem: elas são força de Deus, elas são manifestações da Sua presença. | ” |